# HD 30876
HD 30876 es una estrella de magnitud aparente +7,50 encuadrada en la constelación de Caelum, el cincel.
Distante 57,9 años luz del sistema solar, la estrella conocida más cercana a ella es HD 31560, a 6,8 años luz, mientras que α Caeli se encuentra a 10,3 años luz.
HD 30876 es una enana naranja de tipo espectral K2V con una temperatura superficial de 5044 K.
Su luminosidad equivale a un tercio de la del Sol y su diámetro es un 27% más pequeño que el diámetro solar.
Su velocidad de rotación proyectada —límite inferior de la misma— es de sólo 0,6 km/s.
Con una masa de 0,82 masas solares, su edad es incierta; varios estudios establecen su edad entre los 440 y los 1440 millones de años.
HD 30876 presenta un índice de metalicidad inferior al solar ([M/H] = -0,11).
Los distintos elementos evaluados son deficitarios en relación con nuestra estrella, distinguiéndose el sodio, cuya abundancia relativa es un 30% más baja que en el Sol ([Na/H] = -0,16).
Asimismo, presenta un contenido de litio muy bajo (A(Li) = 0,20), siendo uno de los menores en un estudio llevado a cabo entre más de 260 estrellas.